# مترابطية
المترابطية (الاسم العلمي: Zygnemataceae) هي فصيلة من الطحالب الخضراء تتبع رتبة المترابطيات من طائفة الطحالب المترابطة.

## أجناس
- المترابطة
- اللولبية